# Kirchenbezirk Großenhain

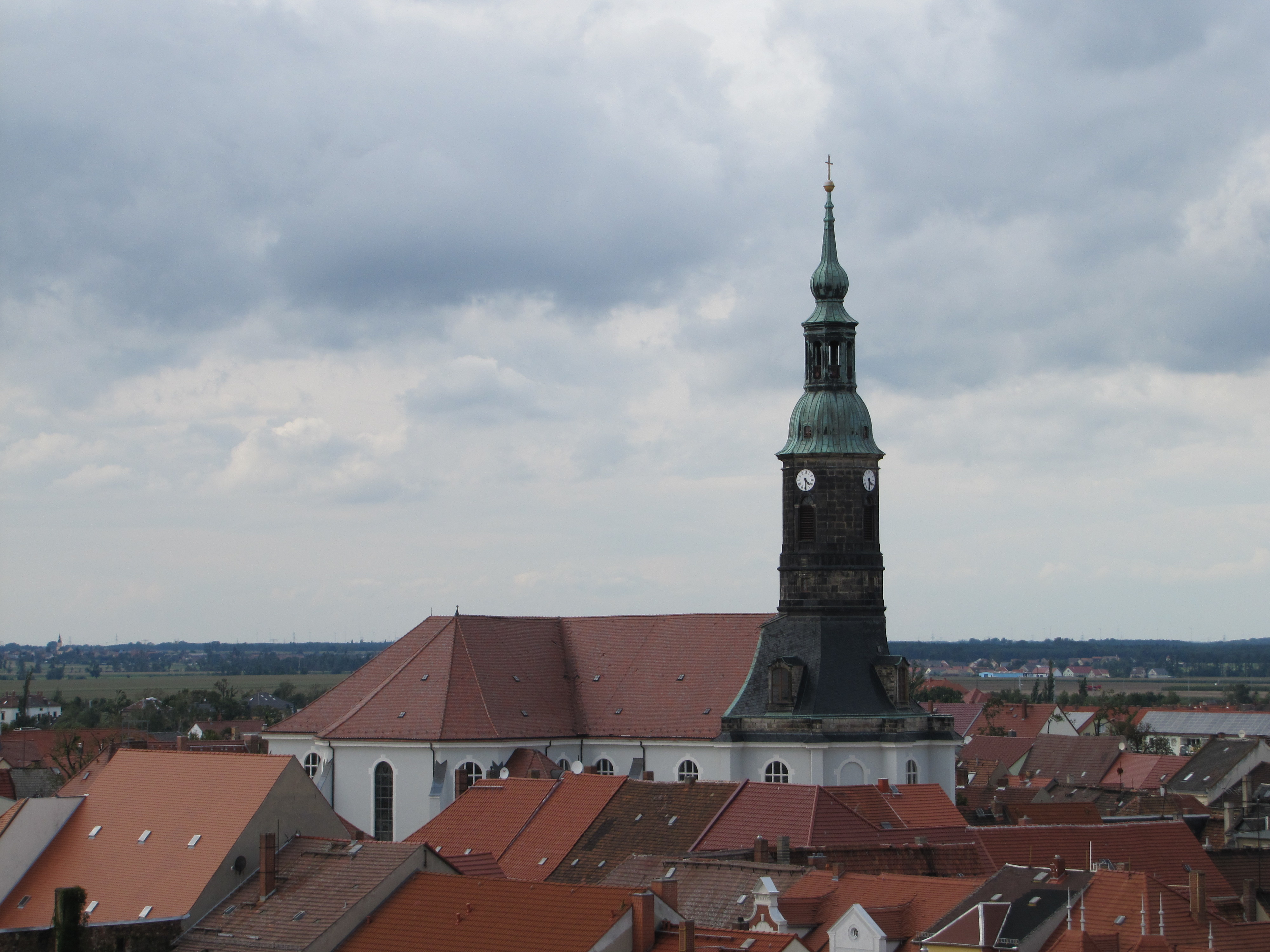
Marienkirche Großenhain

Der Kirchenbezirk Großenhain war ein dem Regionalkirchenamt Dresden unterstellter Kirchenbezirk der Evangelisch-Lutherischen Landeskirche Sachsens. Er wurde auch Ephorie oder Superintendentur Großenhain genannt.
Der Kirchenbezirk wurde 1548 als Ephorie Großenhain gegründet. Bis 1815 umfasste er auch die Gebiete um Elsterwerda und Ortrand, die dann aber an das Königreich Preußen abgegeben werden mussten. Zum 1. Januar 2013 wurde der Kirchenbezirk Großenhain mit dem Kirchenbezirk Meißen zum Kirchenbezirk Meißen-Großenhain fusioniert.

## Gebiet
Der Kirchenbezirk Großenhain entsprach weitgehend dem einstigen Amt Hayn des Kurfürstentums Sachsen. Nach heutiger politischer Aufteilung gehörten die nordelbischen und nordostelbischen Teile des Landkreises Meißen zum Kirchenbezirk.
Insgesamt zweiundzwanzig einzelne Kirchgemeinden, die wiederum teilweise zu einem Pfarrbereich oder Kirchspiel zusammengeschlossen sind, bildeten den gesamten Kirchenbezirk Großenhain, der über fünfundsechzig Kirchen verfügte.

### Aufteilung und Kirchen

#### Pfarrbereich Ebersbach
- bestehend aus: Ev.-Luth. Kirchgemeinde Ebersbach und Ev.-Luth. Kirchgemeinde Reinersdorf
- Kirchen: Oberebersbach, Niederebersbach und Reinersdorf

#### Pfarrbereich Gröditz
- bestehend aus: Ev.-Luth. Kirchgemeinde Gröditz und Ev.-Luth. Kirchgemeinde Frauenhain
- Kirchen: Gröditz, Nauwalde, Spansberg, Nieska, Frauenhain, Merzdorf und Koselitz

#### Pfarrbereich Hirschstein
- bestehend aus:  Ev.-Luth. Martinskirchgemeinde Hirschstein
- Kirchen: Prausitz, Boritz, Mehltheuer, Leutewitz, Heyda und Riesa-Pausitz

#### Pfarrbereich Lampertswalde
- bestehend aus: Ev.-Luth. Martinskirchgemeinde Lampertswalde
- Kirchen: Lampertswalde und Blochwitz

#### Pfarrbereich Ponickau
- bestehend aus: Ev.-Luth. Kirchgemeinde zum Heiligen Kreuz Ponickau
- Kirchen: Ponickau, Linz und Schönfeld

#### Pfarrbereich Radeburg
- bestehend aus: Ev.-Luth. Kirchgemeinde Radeburg
- Kirchen: Radeburg und Rödern

#### Pfarrbereich Riesa
- bestehend aus: Ev.-Luth. Kirchgemeinde Riesa
- Kirchen: Trinitatiskirche Riesa, Klosterkirche Riesa, Riesa-Weida und Riesa-Gröba

#### Pfarrbereich Sacka
- bestehend aus: Ev.-Luth. Jakobskirchgemeinde Sacka
- Kirchen: Sacka, Dobra, Würschnitz und Tauscha

#### Pfarrbereich Skäßchen
- bestehend aus: Ev.-Luth. Kirchgemeinde Skäßchen-Oelsnitz-Strauch
- Kirchen: Skäßchen, Oelsnitz und Strauch

#### Pfarrbereich Wildenhain
- bestehend aus: Ev.-Luth. Kirchgemeinde Wildenhain-Walda-Bauda und Ev.-Luth. Kirchgemeinde Zabeltitz-Görzig
- Kirchen: Wildenhain, Walda, Bauda, Zabeltitz und Görzig

#### Ev.-Luth. Kirchspiel Bärnsdorf
- bestehend aus: Ev.-Luth. Kirchgemeinde Bärnsdorf-Berbisdorf und  Ev.-Luth. Kirchgemeinde Naunhof-Steinbach
- Kirchen: Bärnsdorf, Berbisdorf, Bärwalde, Naunhof und Steinbach

#### Ev.-Luth. Kirchspiel Großenhainer Land
- bestehend aus: Ev.-Luth. Kirchgemeinde Marienkirche Großenhain, Ev.-Luth. Kirchgemeinde Dießbar-Seußlitz und Ev.-Luth. Kirchgemeinde St.-Peter-Kirche Lenz
- Kirchen: Marienkirche Großenhain, Seußlitz, Merschwitz, Lenz, Skassa, Strießen und Sankt-Urban-Kirche Wantewitz

#### Ev.-Luth. Kirchspiel Zeithain
- bestehend aus: Ev.-Luth. Kirchgemeinde Röderau-Bobersen, Ev.-Luth. Kirchgemeinde Glaubitz, Ev.-Luth. Kirchgemeinde Lorenzkirch, Ev.-Luth. Vereinigte Kirchgemeinde Streumen und Ev.-Luth. Kirchgemeinde St.-Michaelis-Kirche Zeithain
- Kirchen: Röderau, Glaubitz, Zschaiten, Lorenzkirch, Kreinitz, Jacobsthal, Gohlis, Streumen, Peritz, Tiefenau, Lichtensee, Wülknitz, Colmnitz und Zeithain

## Leitung
An der Spitze der Kirchenbezirkes steht der Superintendent, der geistliche Leiter und Führer der Kirche. Sitz des Superintendenten ist Großenhain.
Seit 1888 befand sich die Superintendentur zusammen mit dem Pfarramt der Marienkirchgemeinde im Haus der Eckhardt-Stiftung. Die Familie Eckhardt besaß zu dieser Zeit eine Spinnerei im Großenhainer Schloss.

## Musik
Kirchenmusik und Geistliche Musik außerhalb der Gottesdienste bildeten einen wichtigen Bestandteil der Gemeindelebens. Unter den Kirchenmusikdirektoren, auch kurz Kantoren genannt, fanden sich bekannte Komponisten wie Paul Richard Gläser und Herbert Gadsch. Die ihnen unterstellte, bereits während der Reformation 1551 gegründete Kantorei umfasste mehrere Kirchenchöre und einen Posaunenchor. Ihr wurde im Jahre 1996 die Zelter-Plakette verliehen.